# Calycophyllum tefense
Calycophyllum tefense är en måreväxtart som beskrevs av Joseph Harold Kirkbride. Calycophyllum tefense ingår i släktet Calycophyllum och familjen måreväxter. Inga underarter finns listade i Catalogue of Life.